# Aelurillus luctuosus
Aelurillus luctuosus es una especie de araña araneomorfa del género Aelurillus, tribu Aelurillini, familia Salticidae. La especie fue descrita científicamente por Lucas en 1846.
La longitud del cuerpo del macho mide 5-6,5 milímetros y el de la hembra 6,1-8 milímetros. La especie se distribuye desde el Mediterráneo hasta Turkmenistán.